# Latarnia morska Loode
Latarnia morska Loode – (est. Loode tuletorn)  latarnia została zbudowana w 1953 roku na południowy wschód od wsi Türju, w gminie Torgu, położonej na południowo-wschodnim wybrzeżu wyspy Sarema na półwyspie Sõrve. Na liście świateł nawigacyjnych Estonii - rejestrze Urzędu Transportu Morskiego (Veeteede Amet) w Tallinnie - ma numer 934.
Żelbetonowa, kwadratowa wieża latarni została zbudowana w 1953 roku. Ma wysokość 15 metrów, dolna część jest pomalowana na biało, a górna na czerwono. W 1996 roku latarnia została wyremontowana, założono zasilanie słoneczne oraz wiatrowe.